# Norbert Walter-Borjans
Norbert Walter-Borjans, né le 17 septembre 1952 à Krefeld en Allemagne, est un homme politique allemand membre du Parti social-démocrate d'Allemagne (SPD).
Il est ministre des Finances de Rhénanie-du-Nord-Westphalie de 2010 à 2017, puis président fédéral du SPD en tandem avec Saskia Esken entre 2019 et 2021.

## Biographie
En juillet 2010, il est nommé ministre des Finances dans le cabinet Kraft I. Il exerce les mêmes fonctions à partir de 2012 dans le cabinet Kraft II.
Peu connu à l'échelle nationale, il est surnommé le « Robin des Bois des contribuables » pour sa lutte contre l’évasion fiscale en Rhénanie-du-Nord-Westphalie, et est parfois comparé à Bernie Sanders.
Avec Saskia Essen, ils se portent candidats à la présidence du Parti social-démocrate lors de l'élection du 30 novembre 2019. Le tandem est élu avec 53,06 % des voix face au vice-chancelier Olaf Scholz et Klara Geywitz.
Il représente l'aile gauche du SPD et se montre critique sur la Grande coalition avec la CDU d'Angela Merkel, sans pour autant se prononcer ouvertement pour la sortie du SPD de celle-ci.